# Костёл Божией Матери Неустанной Помощи (Тарнобжег)
Костёл Божией Матери Неустанной Помощи в Тарнобжеге. Главный храм римско-католического прихода Божией Матери Неустанной Помощи в тарнобжеском районе Сербинув. Сооружение возникло в 1984 году по инициативе приходского священника Михаила Юзефчика.

## Архитектура
Костёл состоит из верхней и нижней частей, а также соприкасающихся с ними зданий. Алтарь «верхнего костёла» целиком покрытый мозаикой состоит из трех частей: св. Архангел Михаил, Крест и Божия Матерь Неустанной Помощи. В левой части алтаря изображены демоны атакующие людей. Архангел Михаил разделяет их и с помощью трости направляет людей в сторону Креста и Богоматери. В конце первой части алтаря толпа превращается в волны. В серединной части алтаря находится распятие Иисуса Христа.
Отдельные лица появляются в правой части алтаря — уже как молящиеся и преклоняющиеся перед Богом, с крестами в руках.
Похожую стилистику мозаики сохраняет боковой алтарь Милосердного Иисуса. В левом боковом нефе расположены четыре витража, изображающие евангельские добродетели милосердия. В правых боковых нефах находятся барельефы польских святых. В верхней части костёла огромные хоры, где кроме органов, множество картин.
Нижняя часть костёла значительно меньше верхней. Главный элемент алтаря здесь — латунный барельеф Тайной Вечери.
У входа в храм стоят фигуры четырёх евангелистов. На фасаде здания написана огромная фреска Божией Матери Фатимской.
Здание костёла строилось в 80-е годы, когда практически невозможным считалось получить разрешение от коммунистического начальства на постройку нового храма. Тарнобжег очень быстро развивался и в связи с этим считалось, что ок. 2000 г. число населения превысит 100 тысяч. По этим причинам построили огромный костёл, будучи в состоянии вместить несколько тысяч человек.

## Реликвии
В главный алтарь верхней церкви положены мощи святых:
- Бояновски, Эдмунд
- Боско, Иоанн
- Хмелёвский, Альберт
- Гораздовски, Сигизмунд
- Мать Тереза
- Ковальская, Фаустина
- Молла, Джанна Беретта
- Пио из Пьетрельчины

## Галерея

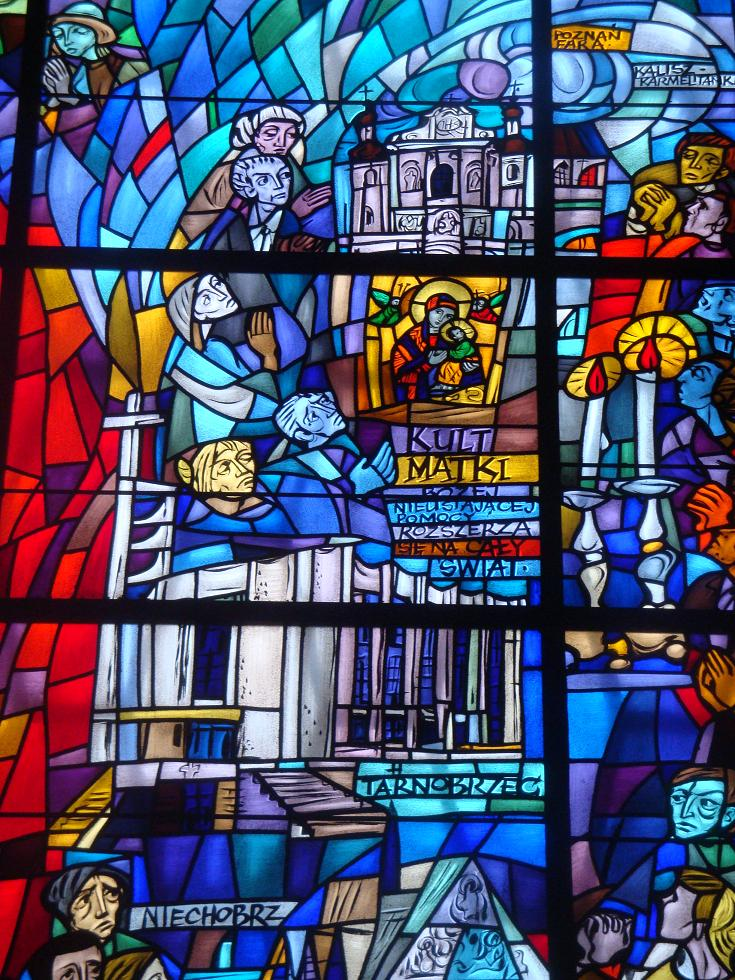
Икона Божией Матери в Тарнобжеге. Витраж.
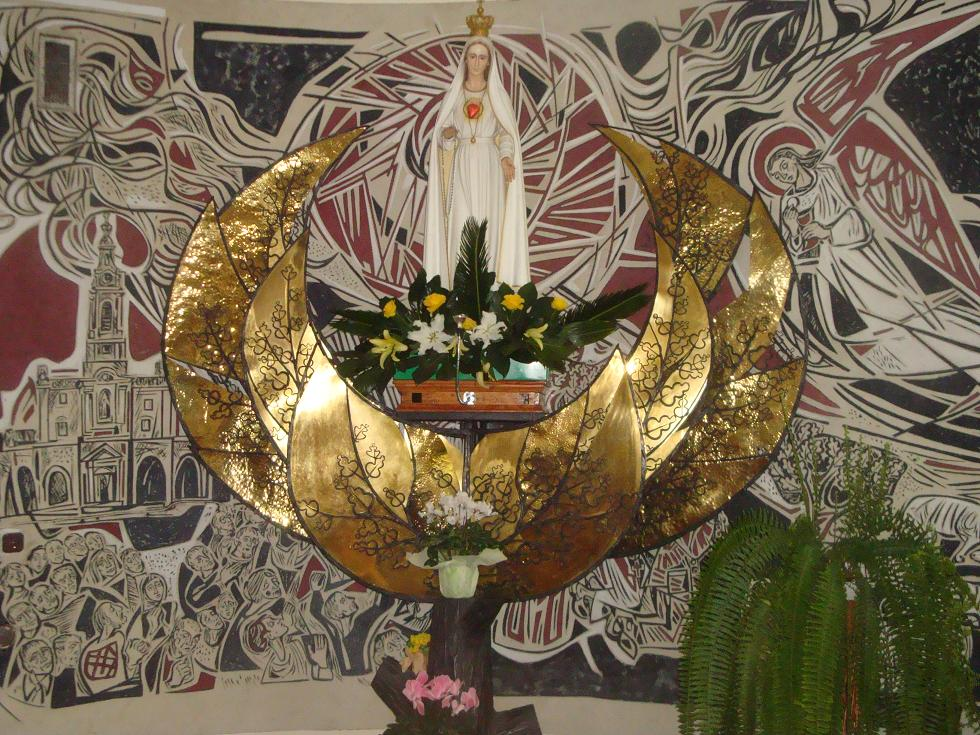
Фигура Божией Матери Фатимской.
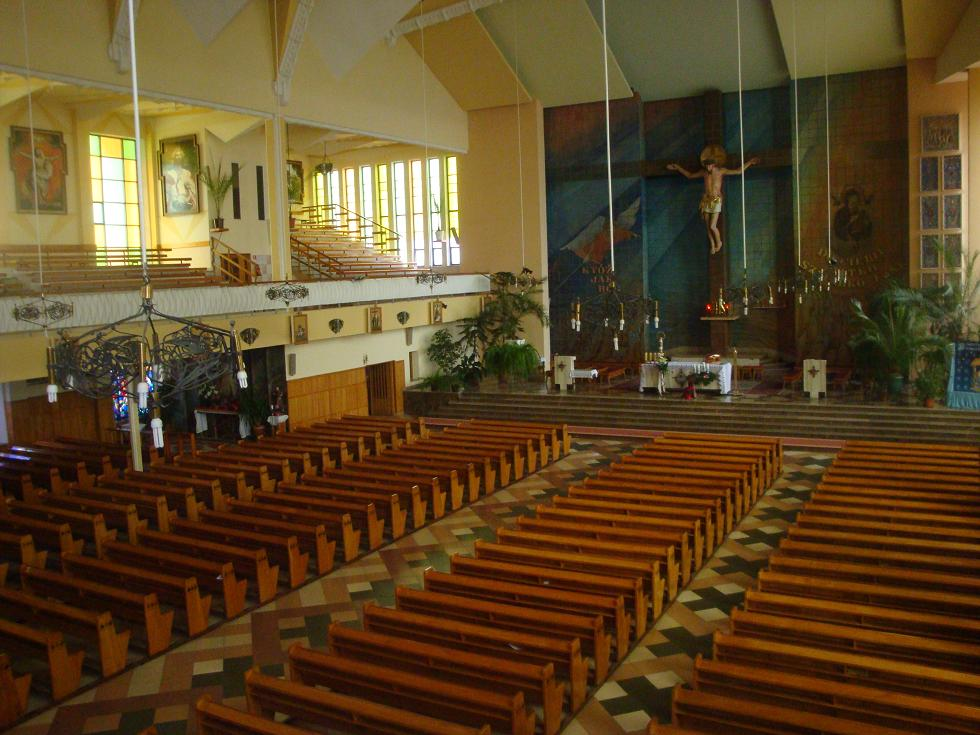
Интерьер церкви.
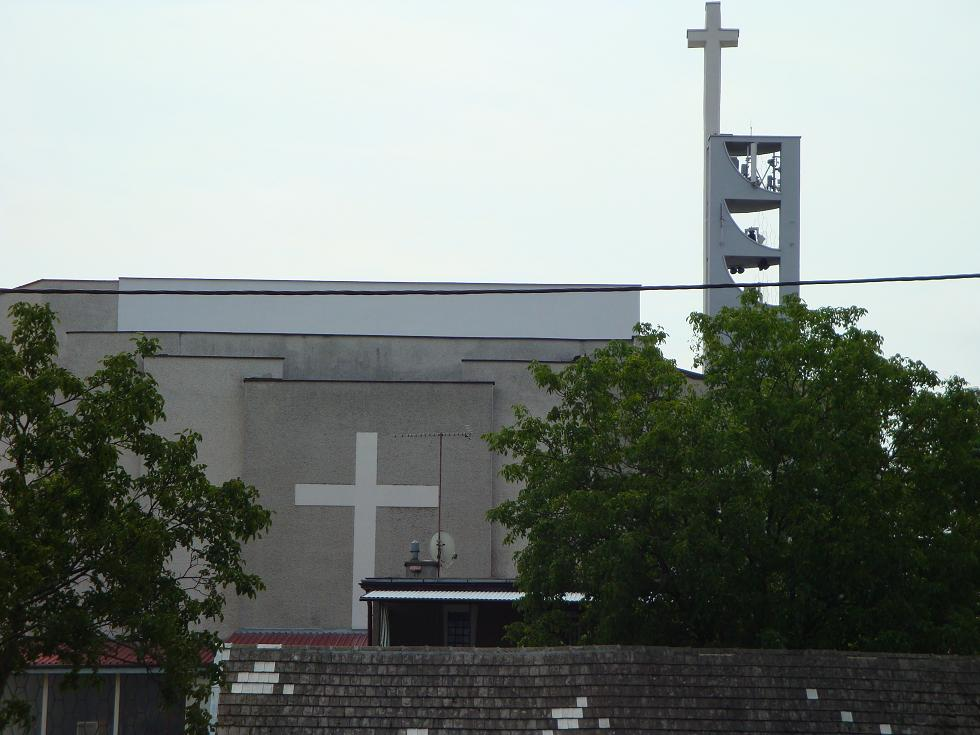
Вид на церковь с улицы Варшавской.